# Зиновьев, Николай Михайлович
Никола́й Миха́йлович Зино́вьев (1888—1979) — российский, советский художник, мастер палехской лаковой миниатюры, монументалист, реставратор, иллюстратор книг. Народный художник СССР (1974). Герой Социалистического Труда (1978).

## Биография
Родился 8 (20) мая 1888 года в деревне Дягилево (ныне Палехского района Ивановской области) в семье иконописца.
Иконописи учился в мастерской Белоусовых, а с 1902 по 1906 год в учебно-иконописной мастерской Комитета попечительства о русской иконописи где, кроме изучения древнерусских живописных стилей, преподавались академические рисунок, живопись, анатомия, перспектива.
В 1926 году вступил в Палехскую артель древней живописи. Одним из первых обратился к советской тематике.
С 1928 года преподавал в организованной при артели профшколе. В 1935 году она была реорганизована в художественный техникум, а через год в Палехское художественное училище имени А. М. Горького. Этой работе художник отдавал весь свой огромный опыт и знание старых традиций. Обобщив опыт старейших преподавателей, опираясь на личный опыт, он самостоятельно разработал методику преподавания палехского мастерства. Воспитал сотни палехских художников. Был директором училища.
В 1944—1956 годах — директор Государственного музея палехского искусства.
Среди его работ — «Гулянка в деревне» (портсигар, 1927), «Конек-горбунок» (шкатулка, 1927), «Крестьянские дети» (тарелка, 1936), «Суд пионеров над Бабой-Ягой» (шкатулка, 1933), «Чудо-юдо рыба-кит» (пластина, 1931). Миниатюра «В огне» по произведениям Анри Барбюса отмечена «Гран-при» на Всемирной выставке 1937 года в Париже.
Помимо лаковой миниатюры занимался и монументальной живописью (роспись детских учреждений и домов культуры в Баку (1961), Иванове (1937), Ленинграде и других городах), и реставрацией (фрески Успенского собора Московского Кремля (1947), Троицкий собор в Сергиев Посаде, Лаковый кабинет дворца Монплезир в Петродворце (1955—1959)), эскизами костюмов к театральным спектаклям (балет И. И. Шварца «Страна чудес» (1942)), книжной иллюстрацией, станковой живописью.
Автор книг «Искусство Палеха» и «Стилистические традиции искусства Палеха».
Член КПСС с 1941 года.
Умер 4 июня 1979 года в Палехе Ивановской области. Похоронен на кладбище посёлка Палех.

## Награды и звания
- Герой Социалистического Труда (1978)
- Заслуженный деятель искусств РСФСР (1956)
- Народный художник РСФСР (1963)
- Народный художник СССР (1974)
- Государственная премия РСФСР имени И. Е. Репина (1970) — за создание высокохудожественных произведений лаковой миниатюры
- Орден Ленина (1978)
- Орден Трудового Красного Знамени
- Медали
- Почётный гражданин Палеха

## Память
- В 1984 году в Дягилеве, в родовом доме художника был открыт музей.
- В его честь названа улица в Палехе.
- В 2002 году в Палехском художественном училище учреждена стипендия имени Н. Зиновьева.